# Tampingan (Boja)
Tampingan is een bestuurslaag in het regentschap Kendal van de provincie Midden-Java, Indonesië. Tampingan telt 3772 inwoners (volkstelling 2010).